# Ас (римска монета)
 Тази статия е за римската монета.  За селището в Белгия вижте Ас (Белгия).  
Ас е старинна римска, първоначално бронзова, а после медна монета, използвана по времето на Римската република и Римската империя. Асът първоначално тежал един римски фунт (327,45 g), но с течение на времето запазил само 1/36 от своето първоначално тегло.
Асът е въведен около 280 пр.н.е. Думата „ас“ означава единица. Съставните на ас са бес (2/3), семис (1/2), квинкункс (5/12), триенс (1/3), квадранс (1/4), секстанс (1/6), унция (1/12), и семунция (1/24). По времето на Републиката на лицевата част на асовете бил изобразяван двуликият бог Янус, а на гърба – нос на галера. Издава се редовно в империята докъм средата на III сл. Хр. когато се обезценява и излиза от употреба. Дупондият и асът имали еднакъв размер, но асът се изсичал от червена мед.
- В Общомедия има медийни файлове относно As